# Saardepartement
Het Saardepartement (Frans: Département de la Sarre, Duits: Saardepartement) is de naam van een Frans departement in het huidige Duitsland. Het werd in 1798 gevormd, na de bezetting in 1794 van de linker Rijnoever door Franse revolutionaire troepen. Het werd genoemd naar de rivier de Saar.
Het grootste deel van het 4935 km² omvattende gebied behoorde tot het keurvorstendom Trier. Er waren ruim 270.000 inwoners. Volkenrechtelijk werd het als Frans gebied erkend bij de Vrede van Lunéville van 9 februari 1801.
De prefectuur van het departement was in Trier. Het was onderverdeeld in de volgende arrondissementen en kantons:
- Trier (Trèves), kantons Bernkastel, Büdlich, Konz, Pfalzel, Saarburg, Schweich, Trier en Wittlich
- Birkenfeld, kantons Baumholder, Birkenfeld, Grumbach, Hermeskeil, Herrstein, Kusel, Meisenheim, Rhaunen en Wadern,
- Prüm (Prum), kantons Blankenheim, Gerolstein, Kyllburg, Lissendorf, Manderscheid, Prüm, Reifferscheid (thans gemeente Hellenthal), Schönberg (sinds 1920 in België) en Vulkaneifel.
- Saarbrücken (Sarrebruck), kantons Blieskastel, Lebach, Merzig, Ottweiler, Saarbrücken, Sankt Arnual (nu een stadsdeel van Saarbrücken) en Waldmohr.

Na de nederlaag van Napoleon in 1814 kwam het grootste deel terug aan het koninkrijk Pruisen; kleinere gebiedsdelen gingen naar het koninkrijk Beieren, het groothertogdom Oldenburg en naar Hessen-Homburg.
- Gemeinsame Normdatei: 4051096-7
- Virtual International Authority File: 295989853
- WorldCat: E39PBJkHkYymgy8m6mbDkb7WDq